# 威廉·海德·渥拉斯頓
威廉·海德·渥拉斯顿（英語：William Hyde Wollaston，1766年8月6日—1828年12月22日），又译作沃拉斯顿，是英国的化学家、物理学家，皇家学会会长，以发现化学元素钯和铑而知名。1802年，他观察到了太阳光谱中的暗线，即夫琅和费线。此外，他对白金的提炼方法也有一定贡献。渥拉斯顿陨石坑以他的名字命名。